# عبد الرحمن أحمد (لاعب كرة قدم إماراتي)
عبد الرحمن أحمد المهري (بالإنجليزية: Abdulrahman Ahmed Al-Mahri)‏ (مواليد 22 مارس 1998) هو لاعب كرة قدم إماراتي ، يجيد اللعب كلاعب وسط.

## مسيرة اللاعب
بدأ في نادي عجمان و لعب في نادي الوصل ونادي مصفوت.